# BQB Lineas Aereas
BQB Líneas Aéreas foi uma companhia aérea baseada em Punta del Este, Uruguai. Sua base principal foi o Aeroporto Internacional de Laguna del Sauce. Em 2015, a BQB foi vendida para a companhia aérea boliviana Amaszonas.

## Frota

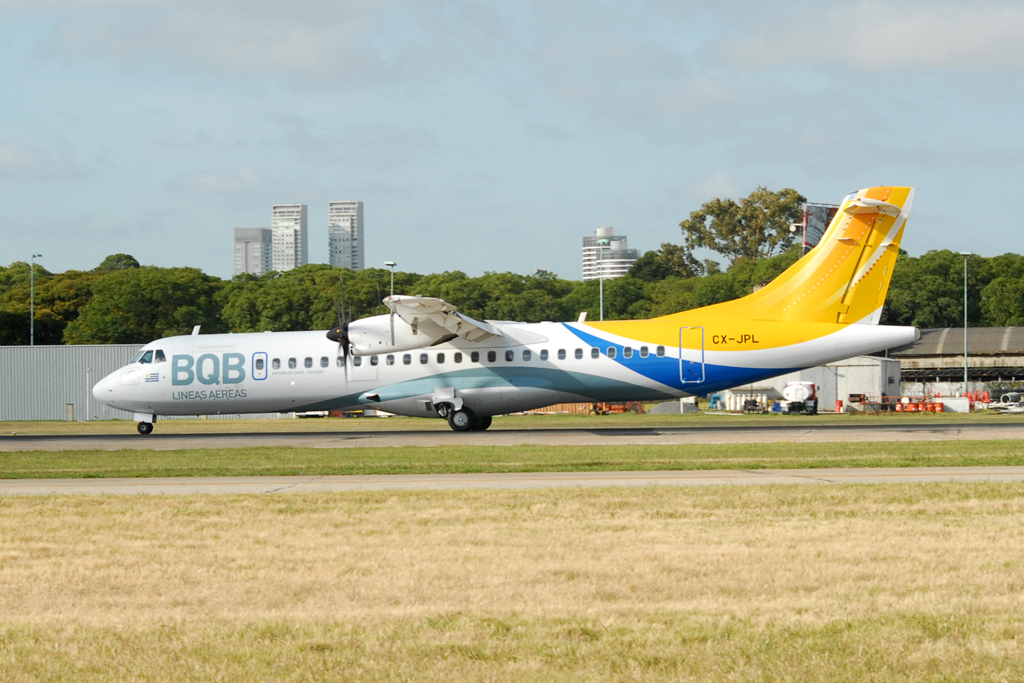
ATR-72 da BQB.

A  BQB Lineas Aereas  foi uma companhia aérea  com base no Aeroporto Internacional de Laguna del Sauce de Punta del Este. Foi a companhia aérea da companhia de navegação Buquebus, de propriedade do empresário Juan Carlos López Mena, seu filho foi o então CEO, Juan Patricio Lopez.

## História
Enquanto a utilização prevista da BQB Lineas Aereas do Aeroporto Colonia del Sacramento como um centro de distribuição peca com a falta de infra-estrutura em si , foi escolhido a partir de Punta del Este. No entanto, em um acordo com o Ministério dos Transportes e do DINACIA, o empresário Juan Carlos López Mena concordou em assumir 50 % do custo total de construção de infra-estrutura adaptando Aeroporto Colonia del Sacramento, enquanto Governo absorver o custo da outra metade. O total de seu custo, foi U$S 4 milhões.
A 12 de fevereiro de 2010 chegada ao Aeroporto Internacional de Laguna del Sauce de Punta del Este, o primeiro aparelho da empresa a partir de Toulouse, a casa da construção do mesmo:ATR.
14 de maio de 2010, a BQB Lineas Aereas , operou o seu primeiro voo comercial a partir de Aeroporto Internacional de Carrasco para o Aeroporto Internacional de Salto com partidas às segundas-feiras e sextas-feiras.
Em 21 de maio, eles decidiram adicionar uma frequência na rota Montevidéu - Salto devido ao alto tráfego na rota.

## Atual
Após a falência da PLUNA, foi muito especulado a possível aquisição da BQB ou ter participação na transportadora de bandeira uruguaia. Em outubro de 2012, a empresa espanhola Cosmo adquiriu as aeronaves em leilão público, agora a BQB podendo ter acordo operacional de companhias aéreas com esta empresa, eventualmente, assumir a operação de todas as linhas operadas PLUNA.
Em 2015, o empresário Juan Carlos López Mena decidiu vender a BQB para a companhia aérea boliviana Amaszonas devido a uma crise financeira iniciada em 2014.

## Frota
| Aeronave    | Total |
| ----------- | ----- |
| ATR 72-500  | 3     |
| Airbus A320 | 1     |